# Sancti-Spíritus (Salamanca)
|  | Per a altres significats, vegeu «Sancti-Spíritus (Badajoz)». |

Sancti-Spíritus és un municipi de la província de Salamanca, a la comunitat autònoma de Castella i Lleó. Limita al Nord amb Fuenteliante, Hernandinos (municipi d'Olmedo de Camaces) i Retortillo, a l'Est amb Martín de Yeltes i Castraz, al Sud ambn Alba de Yeltes i Ciudad Rodrigo i a l'Oest amb Castillejo de Martín Viejo i Bañobárez.